# 森本和子
森本 和子（もりもと かずこ、1947年3月2日 - ）は、日本の歌手。愛媛県宇和島市出身。

## 略歴
作曲家・遠藤実に師事し、日本マーキュリーレコードから「三吉馬子唄」でデビュー。そのあとポップスに路線変更し、1965年に日本コロムビアから「素敵な彼氏」を発表。1970年、みなみらんぼう作詞作曲の「酔いどれ女の流れ歌」で名前が知られるようになった。 
知人の紹介で大学を出たばかりのみなみと出会い、自分の曲がびっしり書いてあるノートを見せてもらった中で、森本が気に入った『酔いどれ女の流れ歌』を歌いたいと懇願し、レコード化が実現した。
この曲が売れたことにより、森本の生活は一変したという。
1990年5月17日、フジテレビ「一枚の写真」に出演。
1991年に開業医と結婚し、2児を授かる。1998年頃まではステージ等で歌っていたが、夫が仕事を退職したのを機に別荘での暮らしを始め、現在は別荘と東京を行き来する生活を送っている。
2008年、テレビ東京のスペシャル番組「夏祭りにっぽんの歌」に出演し、久々に歌声を披露した。